# Барань (Минская область)
Барань (бел. Барань) — деревня в Борисовском районе Минской области Беларуси, в составе Моисеевщинского сельсовета. Население 138 человек (2009).

## География
Деревня находится неподалёку от границы с Витебской областью в 30 км к северо-востоку от райцентра, города Борисов и в 8 км к югу от центра сельсовета, села Моисеевщина. Барань стоит в 1,5 км от реки Сха. Через Барань проходит автодорога Моисеевщина — Борисов, прочие местные дороги ведут в окрестные деревни.

## История
Первые письменные воспоминания про деревню относятся к началу XVI века, когда Барань принадлежала гетману Константину Острожскому. В 1670 году Барань имела статус местечка, входило в Борисовское староство, здесь было 24 дома
После второго раздела Речи Посполитой в 1793 году Барань отошла к Российской империи. В 1848 году в селе было чуть больше 30 дворов. В 1839 году существовавшая в деревне деревянная униатская Покровская церковь XVIII века постройки была передана православным. В 1886 году деревня насчитывала 29 дворов и 170 жителей. К 1909 году она увеличилась до 59 дворов и 399 жителей.
В годы Великой Отечественной войны Барань находилась под немецкой оккупацией с июля 1941 по июль 1944 года. Покровская церковь была сожжена партизанами.
Ещё в начале 1990-х на окраине деревни появился женский православный монастырь. В 2002 году он получил официальный статус монастыря св. Ксении Петербуржской, с этого времени Барань стала привлекать паломников. Обе существовавшие в селе исторические деревянные церкви не сохранились. На месте Покровской церкви в центре деревни в настоящее время идёт строительство нового храма, на месте кладбищенской церкви св. Ильи около 2000 года была возведена новая часовня св. Георгия. Кроме того, в 2003 году при женском монастыре была возведена монастырская церковь св. Ксении Петербуржской.

## Достопримечательности
- Церковь св. Ксении Петербуржской (2003) при православном женском монастыре
- Часовня св. Георгия на кладбище (2000)